# 107638 Вендіфрідман
107638 Вендіфрідман (107638 Wendyfreedman) — астероїд головного поясу, відкритий 15 березня 2001 року.
Тіссеранів параметр щодо Юпітера — 3,396.